# Stara Synagoga w Sompolnie
Stara Synagoga w Sompolnie – drewniana bożnica zbudowana około 1816 roku przy ulicy Piotrkowskiej. Była pierwszą synagogą w Sompolnie. Na jej miejscu w 1912 roku wzniesiono nową synagogę.